# يوري ناتك
يوري ناتك (بالسلوفينية: Jure Natek) مواليد 30 مارس 1982 في ليوبليانا، هو لاعب كرة يد سلوفيني يلعب كظهير أيمن. يلعب حاليا مع نادي ماغديبورغ لكرة اليد ويحمل الرقم 13. مثل منتخب سلوفينيا لكرة اليد. شارك في دورة الألعاب الأولمبية الصيفية سنة 2004.

## سجل المنافسة
شارك في البطولات التالية:
- بطولة العالم لكرة اليد للرجال 2015

## روابط خارجية
- يوري ناتك على موقع الاتحاد الأوروبي لكرة اليد (الإنجليزية)
- يوري ناتك على موقع أوليمبيديا (الإنجليزية)